# Итаума, Мозес
Мозес Энрико Итаума (англ. Moses Enriko Itauma; род. 28 декабря 2004, Словакия) — английский боксёр-профессионал, словацко-нигерийского происхождения, выступающий в тяжёлой весовой категории.
Член сборной Великобритании в конце 2010-х и начале 2020-х годов, чемпион мира среди молодёжи до 19 лет (2022), трёхкратный чемпион Европы среди молодежи и юниоров (2018, 2019, 2022), многократный чемпион Англии среди молодежи и юниоров, победитель международных турниров в любителях.
Среди профессионалов действующий чемпион по версии WBO Inter-Continental (2024—н. в.) в тяжёлом весе, WBA International (2024—н. в.), чемпион Содружества наций по версии CBC в тяжёлом весе (2025—н. в.). «Проспект года» (2024) по версии журнала The Ring.
Лучшая позиция по рейтингу BoxRec — 19-я (август 2025), и является 8-м среди британских боксёров тяжёлой весовой категории, а по рейтингам основных международных боксёрских организаций занимает: 11-ю строку рейтинга WBC, 2-ю строку рейтинга WBA, 6-ю строку рейтинга IBF и 1-ю строку рейтинга WBO, — входя в ТОП-20 лучших тяжеловесов всего мира.

## Биография
Мозес Энрико Итаума родился 28 декабря 2004 года в Словакии. Его отец нигериец, а мать словачка. Его старший брат Кэрол Итаума также является профессиональным боксёром. С ранней юности он со своей семьёй проживает в Англии.

## Любительская карьера
В мае 2017 года стал чемпионом Англии среди юношей, в финале победив Латифа Хана. И в мае 2018 года в городе Албена (Болгария), в 14-летнем возрасте, стал чемпионом Европы среди юношей в весе до 80 кг, где он в полуфинале досрочно победил украинца Александра Ильченко, и в финале по очкам (5:0) победил россиянина Артёма Новикова.
В марте 2019 года он стал чемпионом в весе свыше 80 кг юниорского национального чемпионата Англии, в финале победив Джимми Гэвина. В начале июня 2019 года в Галаце (Румыния) он стал чемпионом в весе свыше 80 кг юниорского чемпионата Европы, в финале по очкам со счётом 5:0 победив армянина Ованнеса Папазяна.
С весны 2020 года был введён жёсткий коронавирусный карантин в Великобритании и по всей Европе, и в 2020—2021 годах он остался практически без соревновательной практики.
В феврале 2022 года он стал чемпионом в весе свыше 92 кг молодежного национального чемпионата Англии. И в апреле 2022 года в Софии (Болгария) стал чемпионом Европы среди молодежи (до 18 лет) в весе свыше 92 кг. Где он в полуфинале досрочно победил украинца Александра Зеленского, и в финале досрочно победил болгарина Кирила Борисова.
Затем в ноябре 2022 года в Ла-Нусие (Испания) стал чемпионом мира среди молодежи (до 19 лет) в весе свыше 92 кг, где он в финале досрочно победил украинца Александра Зеленского.

## Профессиональная карьера
В январе 2023 года он подписал контракт с промоутерской компанией Queensberry Promotions Фрэнка Уоррена. И 28 января 2023 года состоялся его дебют на профессиональном ринге в Лондоне (Великобритания), в тяжёлом весе, где он досрочно нокаутом в 1-м же раунде победил чеха Марчела Боде.
28 октября 2023 года участвовал в андеркарде крупного боксёрского супершоу в Эр-Рияде (Саудовская Аравия) главным событием которого стал поединок «Тайсон Фьюри — Франсис Нганну», где он досрочно техническим нокаутом в 1-м раунде победил опытного венгра Иштвана Берната.
Первый год в профи закончил с 7-ю победами, в том числе пройдя опытных джорнименов: Константина Довбыщенко и Кевина Эспиндолу. В декабре победил нокаутом опасного польского бойца второго эшелона Михала Болоза известного победой тяжелым нокаутом над бывшим претендентом на пояс регулярного чемпиона WBA Анджеем Вавжиком. Параллельно набирался опыта работая спарринг-партнёром в тренировочных лагерях таких чемпионов мира как: Тайсон Фьюри и Энтони Джошуа.

### 2024
22 марта 2024 года в Лондоне (Великобритания) досрочно техническим нокаутом в 1-м раунде победил соотечественника Дэна Гарбера.

#### Бой с Ильей Мезенцевым
А 18 мая 2024 года выступил в Эр-Рияде (Саудовская Аравия), в андеркарде супербоя топовых супертяжеловесов «Александр Усик — Тайсон Фьюри» против опытного немца Ильи Мезенцева. Итаума доминировал в первом раунде, поймал Мезенцева на контратаке своим хуком. Во втором раунде Итаума мощной двойкой послал Мезенцева в полноценный нокдаун, тот встал, но рефери оценив состояние боксера прекратил бой. На кону боя стоял вакантный пояс WBO Inter-Continental.

#### Бой с Мариушем Вахом
27 июля на О2 Арене (Лондон) в рамках шоу Джо Джойс vs Дерек Чисора досрочно победил возрастного гейткипера, бывшего претендента на пояса Мариуша Ваха. Польский гигант был значительно крупнее, тяжелее и обладал длинными руками, но Мозес быстро нивелировал эти преимущества. С первых секунд стартового раунда бросилась в глаза разница в скорости. С середины трехминутки у Итаумы начали проходили одиночные удары. Во втором раунде британец пошел вперед и выбрасывал целые серии попадающие в цель, Вах окончательно потерялся к середине раунда, а за минуту до конца пропустив серию из 4-х ударов упал в нокдаун. Поляк встал, но был загнан в угол и забит серией попаданий. Вовремя вмешался рефери остановив бой. Результат боя  — технический нокаут во 2-м раунде и дебютная защита интерконтинентального пояса WBO.

#### Бой с Дэмси Маккиным
21 декабря 2024 года в Эр-Рияде (Саудовская Аравия) в рамках шоу Александр Усик vs Тайсон Фьюри 2 в первом раунде нокаутировал левшу из Австралии Демси Маккина. Итаума который так же левша раздергивая оппонента пытаясь снять высокий блок австралийца наносит мощный оверхэнд отправляя Дэмси в нокдаун. Потрясенный МакКин смог встать, но тут же пропустил левый боковой и здесь уже угол австралийца сигнализировал о остановке.

#### Бой с Майком Балогуном
24 мая 2025 года в Глазго (Шотландия) состоялся вечер бокса промоутерской компании Queensberry Promotions, в соглавном бою встретился с возрастным Майком Балогуном. В середине первого раунда у Итаумы проходит мощный левый который потряс американца, а после двойки он оказывается на полу. За данное рефери время Балогун успевает восстановиться. Второй раунд начинается с нокдауна от правого боквого в исполнении Мозеса когда Майк находился в движении. Балогун поднялся на ноги и пошёл на обострение, но пропустив короткий справа оказался в нокауте. Рефери не стал считать. Результат боя  — технический нокаут во 2-м раунде.

#### Бой с Диллианом Уайтом
16 августа 2025 года в Эр-Рияде (Саудовская Аравия) встретился с бывшим претендентом на титул WBC Диллианом Уайтом. На кону стояли титулы WBO Inter-Continental, WBA International и вакантный титул чемпиона Содружества в тяжёлом весе. Поединок завершился в первом раунде: на отметке 1:59 Итаума правым хуком отправил Уайта в нокдаун, Диллиан смог встать на ноги, но было сильно потрясён. Рефери сразу остановил бой зафиксировав нокаут. Итаума пбедил досрочно и завоевал все заявленные титулы. После боя победитель отметил, что не хотел бы бросать вызов абсолютному чемпиону Александру Усику, но не прочь встретиться с теми кто уже завоевал право на бой с украинским гегемоном. Промоутер Фрэнк Уоррен подтвердил, что Итаума готов биться с самыми именитыми бойцами, а соорганизатор этого вечера бокса Турки Аль аш-Шейх хочет видеть против Итаумы только Усика.

## Статистика профессиональных боёв
В таблице перечислены результаты всех поединков боксёров.
В каждой строке указан результат поединка. Дополнительно номер поединка обозначен цветом, который обозначает итог поединка. Расшифровка обозначений и цветов представлена в нижеследующей таблице.
| Пример | Расшифровка                     |
| ------ | ------------------------------- |
|        | Победа                          |
|        | Ничья                           |
|        | Поражение                       |
|        | Планируемый поединок            |
|        | Поединок признан несостоявшимся |
| КО     | Нокаут                          |
| ТКО    | Технический нокаут              |
| PTS    | Решение судей (по очкам)        |
| UD     | Единогласное решение судей      |
| MD     | Решение большинства судей       |
| SD     | Раздельное решение судей        |
| RTD    | Отказ от продолжения боя        |
| DQ     | Дисквалификация                 |
| NC     | Поединок признан несостоявшимся |

| 13 поединков, 13 побед (11 нокаутом). | 13 поединков, 13 побед (11 нокаутом). | 13 поединков, 13 побед (11 нокаутом). | 13 поединков, 13 побед (11 нокаутом). | 13 поединков, 13 побед (11 нокаутом).                          | 13 поединков, 13 побед (11 нокаутом). | 13 поединков, 13 побед (11 нокаутом). |
| Бой                                   | Рекорд                                | Дата                                  | Соперник                              | Место проведения боя                                           | Результат                             | Примечание |
| ------------------------------------- | ------------------------------------- | ------------------------------------- | ------------------------------------- | -------------------------------------------------------------- | ------------------------------------- | --- |
| 13                                    | 13-0                                  | 16 августа 2025                       | Диллиан Уайт (31-3)                   | anb Arena, Эр-Рияд, Саудовская Аравия                          | TKO 1 (10), 1:59                      | Защитил титул WBO Inter-Continental (4-я защита Итаумы), WBA International (2-я защита Итаумы) и выиграл вакантный титул чемпиона Содружества (Commonwealth Boxing Council) в тяжёлом весе. |
| 12                                    | 12-0                                  | 24 мая 2025                           | Майк Балогун (21-0)                   | The SSE Hydro, Глазго, Великобритания                          | TKO 2 (10), 0:46                      | Защитил титул WBO Inter-Continental в тяжёлом весе (3-я защита Итаумы). Защитил титул WBA International в тяжёлом весе (1-я защита Итаумы).                                                 |
| 11                                    | 11-0                                  | 21 декабря 2024                       | Демси Маккин (20-2)                   | Kingdom Arena, Эр-Рияд, Саудовская Аравия                      | KO 1 (12), 1:57                       | Защитил титул WBO Inter-Continental (2-я защита Итаумы) и завовевал титул WBA International в тяжёлом весе.                                                                                 |
| 10                                    | 10-0                                  | 27 июля 2024                          | Мариуш Вах (38-10)                    | O2 Арена, Лондон, Великобритания                               | TKO 2 (10), 2:30                      | Защитил титул WBO Inter-Continental в тяжёлом весе (1-я защита Итаумы). |
| 9                                     | 9-0                                   | 18 мая 2024                           | Илья Мезенцев (25-3)                  | Kingdom Arena, Эр-Рияд, Саудовская Аравия                      | TKO 2 (10), 0:50                      | Завоевал вакантный титул WBO Inter-Continental в тяжёлом весе. |
| 8                                     | 8-0                                   | 22 марта 2024                         | Дэн Гарбер (6-2)                      | Йорк-холл, Bethnal Green, Лондон, Великобритания               | TKO 1 (8), 2:22                       | |
| 7                                     | 7-0                                   | 1 декабря 2023                        | Михал Болоз (5-6-2)                   | Йорк-холл, Бетнал-Грин, Лондон, Великобритания                 | TKO 1 (6), 1:00                       | |
| 6                                     | 6-0                                   | 28 октября 2023                       | Иштван Бернат (10-1)                  | Boulevard Hall, Эр-Рияд, Саудовская Аравия                     | TKO 1 (6), 1:53                       | |
| 5                                     | 5-0                                   | 23 сентября 2023                      | Амин Бусетта (7-8)                    | Уэмбли Арена, Уэмбли, Лондон, Великобритания                   | TKO 1 (6), 1:33                       | |
| 4                                     | 4-0                                   | 29 июля 2023                          | Кевин Николас Эспиндола (7-7)         | Telford International Centre, Телфорд, Шропшир, Великобритания | PTS 6 (6)                             | Счёт судьи: 60-54. |
| 3                                     | 3-0                                   | 15 апреля 2023                        | Константин Довбыщенко (9-12-1)        | Коппер-Бокс, Олимпийский парк, Лондон, Великобритания          | PTS 6 (6)                             | Счёт судьи: 60-54. |
| 2                                     | 2-0                                   | 25 марта 2023                         | Рамон Альберто Ибарра (2-0-1)         | Telford International Centre, Телфорд, Шропшир, Великобритания | KO 1 (4), 0:35                        | |
| 1                                     | 1-0                                   | 28 января 2023                        | Марчел Боде (2-1)                     | Уэмбли Арена, Уэмбли, Лондон, Великобритания                   | KO 1 (4), 0:23                        | Профессиональный дебют. |
| Бой                                   | Рекорд                                | Дата                                  | Соперник                              | Место проведения боя                                           | Результат                             | Примечание |